# Santa Sofía (ort i Colombia)
Santa Sofía är en ort i Colombia.   Den ligger i departementet Boyacá, i den centrala delen av landet, 130 km norr om huvudstaden Bogotá. Santa Sofía ligger 2 364 meter över havet och antalet invånare är 1 058.
Terrängen runt Santa Sofía är bergig, och sluttar österut. Runt Santa Sofía är det ganska tätbefolkat, med 80 invånare per kvadratkilometer. Närmaste större samhälle är Villa de Leyva, 8,2 km sydost om Santa Sofía. Omgivningarna runt Santa Sofía är en mosaik av jordbruksmark och naturlig växtlighet.